# Чемпионат России по баскетболу 2016/2017
Чемпионат России по баскетболу 2016/2017 является 4-м сезоном, проводимым под эгидой Единой лиги ВТБ, и 26-м Чемпионатом России. Чемпионом России 15-й раз подряд стал ЦСКА.

## Участники
| Команда          | Город           | Арена                                  | Основан | в ВТБ |
| ---------------- | --------------- | -------------------------------------- | ------- | ----- |
| Енисей           | Красноярск      | МСК «Арена-Север»                      | 1981    | 2011  |
| Парма            | Пермь           | УДС «Молот» имени Виктора Лебедева     | 2012    | 2016  |
| Локомотив-Кубань | Краснодар       | Спортивный комплекс «Баскет-холл»      | 1946    | 2011  |
| Нижний Новгород  | Нижний Новгород | КРК «Нагорный»                         | 2000    | 2011  |
| Зенит            | Санкт-Петербург | Спортивный комплекс «Сибур Арена»      | 2014    | 2014  |
| УНИКС            | Казань          | Спортивный комплекс «Баскет-холл»      | 1991    | 2009  |
| Химки            | Химки           | Дворец спорта «Новатор»                | 1997    | 2008  |
| ЦСКА             | Москва          | Универсальный спортивный комплекс ЦСКА | 1924    | 2008  |
| Автодор          | Саратов         | ДС «Кристалл»                          | 1960    | 2014  |

## Результаты матчей
см. Единая лига ВТБ 2016/2017. Регулярный сезон, Единая лига ВТБ 2016/2017. Плей-офф

## Итоговая таблица
| Место | Клуб             |
| ----- | ---------------- |
| 1     | ЦСКА             |
| 2     | Химки            |
| 3     | Зенит            |
| 4     | Локомотив-Кубань |
| 5     | УНИКС            |
| 6     | Енисей           |
| 7     | Нижний Новгород  |
| 8     | Автодор          |
| 9     | Парма            |

### Медалисты
| Золото | Серебро | Бронза |
| ЦСКА Нандо Де Коло, Дмитрий Кулагин, Милош Теодосич, Джеймс Огастин, Виталий Фридзон, Аарон Джексон, Семен Антонов, Павел Коробков, Иван Лазарев, Джоэл Фрилэнд, Андрей Воронцевич, Кори Хиггинс, Михаил Кулагин, Виктор Хряпа, Никита Курбанов, Кайл Хайнс Главный тренер: Димитрис Итудис | Химки Джейкоб Пуллен, Тимофей Якушин, Алексей Швед, Маркел Браун, Робби Хаммел, Руслан Патеев, Вячеслав Зайцев, Егор Вяльцев, Дмитрий Соколов, Станислав Ильницкий, Сергей Моня, Валерий Лиходей, Нобел Бунгу-Коло, Марко Тодорович, Джереми Эванс, Эрл Роуланд Главный тренер: Душко Иванович | Зенит Евгений Войтюк, Аарон Уайт, Янис Тимма, Сергей Карасёв, Стефан Маркович, Райан Тулсон, Артём Вихров, Антон Пушков, Тревор Мбакве, Демонте Харпер, Александр Разумов, Евгений Сидоров, Павел Сергеев, Евгений Валиев, Андрей Десятников, Кайл Лэндри, Даниил Карванен, Кирилл Коновалов Главный тренер: Василий Карасёв |